# Radio Bob
Radio Bob (egentlig stavning: Radio BOB!) är en tysk privat radiostation som sänder i lite olika städer i Hessen. De spelar mest klassiska rocklåtar. Radiostationen startades 5 augusti 2008 i Kassel. Men den sänds sedan vidare till 23 andra frekvenser i Hessen. Deras slogan är "Hessen Rock'n Pop".